# Lac du Vernex
Der Lac du Vernex, auch Lac de Rossinière genannt, ist ein Stausee, der die Saane in Rossinière im Schweizer Kanton Waadt staut.
Der See entstand nach dem Bau des Staudamms von Rossinière im Jahr 1973. Er verlandet jährlich durch 40 000 m³ Anschwemmungen und könnte, wenn nichts unternommen wird, bis 2035 aufgefüllt sein.